# Acidente do T-38 da NASA em 1966
O acidente do T-38 da NASA em 1966 ocorreu quando uma aeronave Northrop T-38A Talon operada pela NASA caiu no Aeroporto de Lambert–St. Louis em 28 de fevereiro de 1966, matando os astronautas Elliot See e Charles Bassett. O Talon, pilotado por See, bateu em um edifício da McDonnell Aircraft onde a espaçonave de sua missão Gemini IX estava sendo construída. As condições climáticas no momento do acidente eram ruins, com chuva, neve, neblina e nuvens baixas.
A NASA imediatamente estabeleceu um painel para investigar as causas do acidente, chefiado pelo ex-astronauta Alan Shepard, então Chefe do Escritório dos Astronautas. O painel considerou possíveis problemas médicos dos astronautas ou defeitos de manutenção da aeronave, além dos fatores climáticos e de controle de tráfego aéreo. O veredito final foi que o acidente fora causado por erro do piloto, com o relatório final criticando as habilidades de See.
Os dois astronautas estavam na época treinando para sua missão Gemini IX, com o resultado imediato de sua morte sendo a promoção da tripulação reserva, composta de Thomas Stafford e Eugene Cernan, para o posto de principal. Isto fez com que Jim Lovell e Buzz Aldrin se tornassem os novos reservas e, pela rotação normal de tripulações, depois fossem para o espaço na Gemini XII. Esta experiência espacial possibilitou que Aldrin integrasse a tripulação da Apollo 11 em 1969.

## Antecedentes
A Administração Nacional da Aeronáutica e Espaço (NASA) operava desde 1962 uma frota de aeronaves Northrop T-38 Talon, compradas especificamente para uso dos membros do Corpo de Astronautas e utilizadas principalmente durante seus treinamentos para missões espaciais no Centro de Espaçonaves Tripuladas em Houston, Texas.
Elliot See foi selecionado astronauta em 1962 no Grupo 2 da NASA. Sua primeira designação foi como piloto reserva da missão Gemini V e depois foi escolhido como o comandante principal da Gemini IX. Charles Bassett tornou-se astronauta em 1963 como membro do Grupo 3 e foi designado como o piloto da Gemini IX ao lado de See.
Segundo Donald Slayton, o Diretor de Operações de Tripulações de Voo, ele não escolheu See como piloto da Gemini VIII por não considerá-lo fisicamente capaz de realizar uma atividade extraveicular, dizendo que só o designou como comandante da Gemini IX por ter ficado "sentimental" sobre o astronauta. Bassett fora escolhido porque ele era "forte o bastante para carregar" tanto See quanto si próprio na missão.

## Acidente

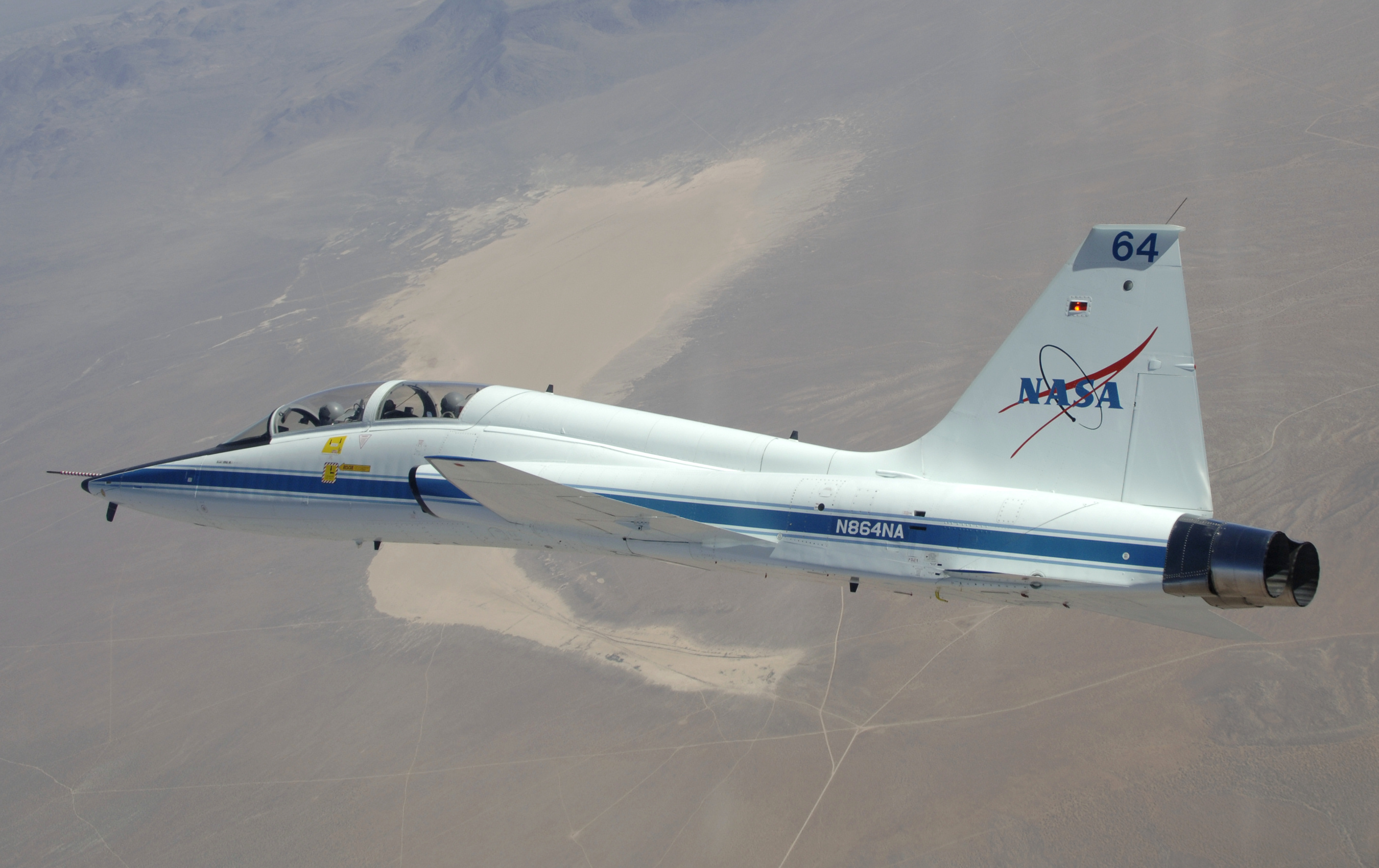
Uma aeronave T-38 Talon da NASA, similar a envolvida no acidente.

See e Bassett, assim como seus dois reservas para a Gemini IX, Thomas Stafford e Eugene Cernan, partiram em 28 de fevereiro de 1966 de sua base de treinamento em Houston para St. Louis, Missouri. O objetivo era que os quatro passassem duas semanas treinando em um simulador para procedimentos de encontro e acoplagem, localizado na fábrica da McDonnell Aircraft Corporation, para a cápsula espacial do Projeto Gemini. Este era um voo de rotina que eles já tinham realizado muitas vezes antes.
Os astronautas principais estavam voando em uma aeronave a jato de treino Northrop T-38A Talon, prefixo NASA 901 (número de série 63-8181), com See nos controles e Bassett no assento traseiro. Stafford e Cernan estavam na mesma configuração em um segundo Talon, NASA 907. Os dois aviões decolaram da Base Aérea Ellington em Houston às 7h35min, com See liderando e Stafford como ala. As condições climáticas no Aeroporto de Lambert–St. Louis eram ruins: estava chovendo, com neve, neblina, nuvens quebradas a 240 metros de altura e um teto de nuvens de 460 metros, necessitando uma aproximação por instrumentos. As aeronaves desceram abaixo dos nuvens pouco antes das 9h, porém logo perceberam que tinham perdido os marcadores e passado da pista.
See então escolheu realizar uma aproximação visual circular, um procedimento de pouso simplificado que permitia voar sob as regras instrumentais, contanto que o piloto pudesse manter o aeroporto e qualquer aeronave precedente a vista. As condições climáticas no aeroporto naquele momento eram adequadas para esse tipo de aproximação, porém a visibilidade era irregular e estava deteriorando rapidamente. Stafford começou a seguir a aeronave de See, porém a perdeu de vista no meio das nuvens e decidiu seguir o procedimento padrão para uma aproximação perdida, subindo seu avião de volta para as nuvens para uma nova tentativa de um pouso por instrumentos.
O Talon de See completou um círculo completo à esquerda a uma altitude de 150 a 180 metros, com o astronauta anunciando pelo rádio sua intenção de pousar na pista sudoeste. O trem de pouso foi baixado, os flapes completamente estendidos e o avião desceu rapidamente, porém muito para a esquerda da pista. See ligou seu pós-combustor para aumentar a potência enquanto tentava virar a aeronave para cima e para a direita. Entretanto, segundos depois, o Talon bateu às 8h58min no telhado do Edifício 101 da McDonnell Aircraft no lado nordeste do aeroporto. A aeronave perdeu sua asa direita e trem de pouso no impacto, então rodou e caiu no estacionamento ao lado que na época estava sendo usado como área de construção. See foi jogado para fora da cabine e foi encontrado no estacionamento ainda preso em seu assento ejetor, com o paraquedas parcialmente aberto. Bassett foi decapitado no impacto e sua cabeça foi encontrada mais tarde no mesmo dia nas vigas do edifício danificado.
Os dois astronautas morreram instantaneamente do trauma físico ocasionado pela batida. Dezessete funcionários e contratantes da McDonnell Aircraft que estavam dentro do edifício sofreram apenas ferimentos leves dos destroços que caíram no chão. O acidente também causou pequenos incêndios dentro do prédio e um pequeno alagamento devido aos canos e borrifadores anti-incêndio quebrados. See e Bassett morreram a apenas 150 metros de distância da espaçonave que deveria levá-los para o espaço, que na época estava nos estágios finais de construção em outra área do Edifício 101. A cápsula Gemini S/C9 não foi danificada, porém um destroço da asa do Talon acertou a nave S/C10, que também estava sendo montada no local. Caso o avião estivesse voando um pouco mais baixo, ele teria destruído as duas espaçonaves, provavelmente matado centenas de funcionários da McDonnell Aircraft e ameaçado a continuidade do Projeto Gemini e também do programa espacial dos Estados Unidos.
Stafford e Cernan enquanto isso ainda estavam voando pelas nuvens a bordo do segundo Talon, não tendo ideia do que tinha acontecido com seus dois companheiros. Os controladores de tráfego aéreo estavam confusos por duas aeronaves iguais no ar tentando abordagens diferentes após a primeira aproximação frustrada, com ninguém no solo sabendo quem estava no avião que tinha caído. Foi pedido depois de algum tempo que Stafford e Cernan se identificassem e assim receberam permissão para pousar, porém só foram informados do acidente por James Smith McDonnell, fundador da McDonnell Aircraft, depois de já terem pousado. Stafford ficou pessoalmente abalado pela perda de colegas e amigos próximos, mas mesmo assim atuou como o principal contato da NASA no local até a chegada de um oficial da agência mais tarde no mesmo dia.

## Consequências
A NASA imediatamente nomeou um painel de sete pessoas para investigar o acidente, chefiado pelo ex-astronauta Alan Shepard, Chefe do Escritório dos Astronautas. O painel avaliou como possíveis fatores questões médicas, problemas de manutenção da aeronave, clima e o controle de tráfego aéreo, porém o veredito final foi erro do piloto, citando a inabilidade de See de "manter referência visual para aterrissagem" como a principal causa da queda. O relatório do acidente descreveu o astronauta como "cauteloso e conservador". Slayton sempre teve dúvidas sobre as habilidades de piloto de See, descrevendo-as em suas memórias como "efeminadas". Entretanto, outras pessoas, incluindo o colega astronauta Neil Armstrong, que tinha servido com See na tripulação reserva da Gemini V, defenderam suas capacidades como piloto.
Já que o acidente não afetou as operações de voo espacial e a própria espaçonave não foi danificada, a queda não causou atrasos ou mudanças técnicas no programa espacial dos Estados Unidos. A cápsula S/C9 foi despachada e entregue para a NASA apenas dois dias depois. Entretanto, a perda dos dois astronautas da Gemini IX fez a NASA alterar suas designações de tripulação para as missões espaciais seguintes; Stafford e Cernan foram promovidos para a posição de principais, com a missão sendo renomeada para Gemini IX-A e sendo lançada em junho. Jim Lovell e Buzz Aldrin, que eram originalmente os reservas da Gemini X, passaram a ser os reservas da Gemini IX-A. Pela rotação normal das tripulações os dois foram para o espaço na Gemini XII em novembro. Aldrin, sem a experiência proporcionada pela Gemini XII, teria sido um candidato improvável para a tripulação principal da Apollo 11 em julho de 1969, quando se tornou a segunda pessoa a caminhar na superfície da Lua.